# Eugen Todoran (filolog)
Eugen Todoran (n. 21 noiembrie 1918, Cornești, România – d. 9 august 1997, Timișoara, România) a fost un filolog, istoric literar și profesor universitar român, reputat eminescolog.

## Biografie
A fost fiul preotului Nicolae Todoran și al soției sale, funcționara Victoria (n. Sâmpălean). A urmat școala elementară la Cluj, iar după absolvirea acesteia în 1929 a urmat studii la Liceul Militar din Târgu Mureș, Liceul Grăniceresc „George Coșbuc” din Năsăud și Liceul „Al. Papiu-Ilarian” din Târgu Mureș, finalizându-și studiile liceale în 1938.
Între anii 1938 și 1942 a urmat cursurile Facultății de Litere și Filosofie din Cluj, obținând diploma de licență în specialitatea istoria literaturii române cu teza: Hyperion demonic. Între anii 1942-1944 a urmat cursurile Școlii de ofițeri în rezervă din Arad, după care, în perioada septembrie-noiembrie 1944, a luptat în cel de-al Doilea Război Mondial.
Revenit acasă după război, a lucrat ca profesor suplinitor la Școala Normală din Cluj (1945-1946), profesor titular la Liceul Ortodox din Cluj (1946-1948) și profesor la Școala Pedagogică din Cluj (1948-1956), îndeplinind o perioadă și funcția de inspector școlar. A început din 1949, în paralel, o carieră universitară mai întâi ca asistent la Catedra de literatură română modernă a Facultății de Litere și Filozofie din Cluj, iar începând din 1956 ca lector universitar la Facultatea de Filologie din Timișoara, unde a predat folclor literar, literatură română (marii clasici) și critică literară. Alături de profesorul Gheorghe Tohăneanu a impus erudiția științifică în cercetarea academică timișoreană. A fost numit conferențiar universitar în 1963, iar în anul 1968 a obținut titlul de doctor al Facultății de Litere a Universității din București cu teza Lucian Blaga. Mitul poetic și dramatic. În anul următor a fost promovat la gradul de profesor universitar, iar ulterior a devenit conducător de doctorat. A îndeplinit, de asemenea, funcții administrative în cadrul universității: șef de catedră (1963-1977), decan al Facultății de Filologie din Timișoara (1964-1968) și rector al Universității de Vest din Timișoara (1992-1996). S-a pensionat în anul 1984.
A debutat ca publicist în 1937 în revista Scânteieri din Târgu Mureș. În perioada studenției a fost membru al Cercului literar de la Sibiu și a fost unul dintre semnatarii manifestului publicat în revista Cercului literar. A publicat studii literare în revistele Tribuna, Orizont etc., prefețe și studii introductive și s-a preocupat de literatura română din perioada marilor clasici (Mihai Eminescu, Titu Maiorescu) și de opera unor mari scriitori ardeleni (Liviu Rebreanu și Lucian Blaga).
Autor al unei vaste opere științifice formate din 15 cărți și 216 studii, Eugen Todoran a fost distins cu mai multe premii printre care Premiul Asociației Scriitorilor din Timișoara (1973 și 1981), Premiul Uniunii Scriitorilor din România (1984) și Premiul Academiei Române (1984). A decedat la 9 august 1997.

## Opera
- Eminescu, București, 1972;
- Secțiuni literare, Ed. Facla, Timișoara, 1973;
- Maiorescu, București, 1977;
- M. Eminescu. Epopeea română, Iași, 1981;
- Lucian Blaga. Mitul poetic, vol. I-II, Timișoara, 1981-1983;
- Lucian Blaga. Mitul dramatic, Timișoara, 1985;
- Lucian Blaga. Mit, poezie, mit poetic, București, 1997;
- De ce Eminescu?, în colab. cu Gheorghe Tohăneanu, Reșița, 1999.